# Чернов, Анатолий Фёдорович
Анатолий Фёдорович Чернов (13 января 1919, Горелово, Ярославская губерния — 11 мая 1953, Жуковский, Московская область) — майор Советской Армии, участник Великой Отечественной войны, Герой Советского Союза (1954).

## Биография
Анатолий Чернов родился 13 января 1919 года в деревне Горелово (ныне — Брейтовский район Ярославской области). Окончил девять классов школы. В 1937 году Чернов был призван на службу в Рабоче-крестьянскую Красную Армию. В 1939 году он окончил Пермское военное авиатехническое училище. Участвовал в боях Великой Отечественной войны. В 1947 году в звании майора был уволен в запас, после чего работал бортинженером-испытателем ОКБ Туполева. Участвовал в испытаниях тяжёлых бомбардировщиков «Ту-4» и «Ту-95».
11 мая 1953 года во время испытательного полёта на «Ту-95» на самолёте загорелся двигатель. Командир экипажа Алексей Перелёт и бортинженер Анатолий Чернов остались на борту, пытаясь потушить возгорание и посадить самолёт. Однако сделать это им не удалось — самолёт упал в лес и взорвался, оба лётчика погибли. Перелёт и Чернов были похоронены на Ваганьковском кладбище (20 уч.).
Указом Президиума Верховного Совета СССР от 4 июня 1954 года за «мужество и героизм, проявленные при испытании новой авиационной техники», Анатолий Чернов посмертно был удостоен высокого звания Героя Советского Союза. Был также награждён двумя орденами Ленина и рядом медалей.